# Civita
Civita község (comune) Olaszország Calabria régiójában, Cosenza megyében.

## Fekvése
A Pollino Nemzeti Park területén fekszik a megye északi részén. Határai: Cassano all’Ionio, Castrovillari, Cerchiara di Calabria, Francavilla Marittima, Frascineto és San Lorenzo Bellizzi.

## Története
A települést a 15. században, Dél-Itáliába érkező albán telepesek alapították (mai albán neve Çifti), akik napjainkig megőrizték hagyományaikat, vallásukat (ortodox) és nyelvüket.

## Népessége
A népesség számának alakulása:

## Főbb látnivalói
- Arberes Néprajzi Múzeum
- Ponte del Diavolo - a Raganello felett 260 méter magasságban átívelő középkori kőhíd
- Santa Maria Assunta-templom